# 東京スポーツ・レクリエーション専門学校

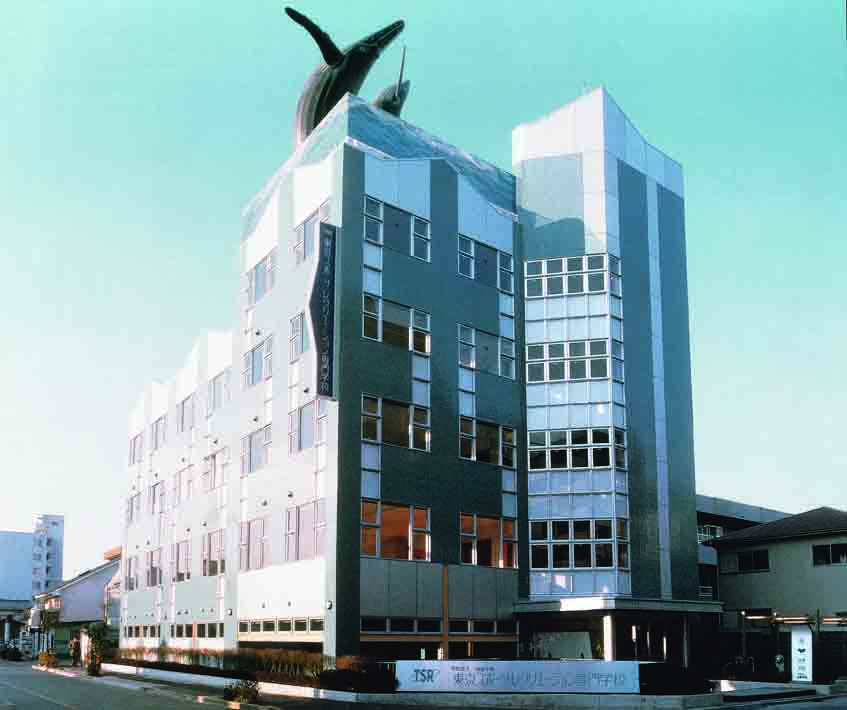
東京スポーツ・レクリエーション専門学校

東京スポーツ・レクリエーション専門学校（とうきょうスポーツ・レクリエーションせんもんがっこう）は、東京都江戸川区西葛西7-13-12にある専門学校。運営は学校法人滋慶学園グループ。

## 概要
東京都江戸川区西葛西に所在し、スポーツトレーナー、スポーツインストラクター、スポーツビジネス、サッカーコーチ、保育士を養成する専門学校。

## 沿革
公式ページ内の「情報公開」ページ内にある「沿革」を参照。
- 1984年（昭和59年） - 学校法人滋慶学園設置
- 1995年（平成7年） - 東京スポーツ・レクリエーション専門学校開校（東京福祉専門学校の健康福祉科（当時）からスポーツ系コースを発展的に独立）
- 2009年（平成21年） - 東京メディカル・スポーツ専門学校開校（東京スポーツ・レクリエーション専門学校から医療系の学科を発展的に独立）
- 2011年（平成23年） - 学内スポーツクラブ「CLUB-TSR」を開設
- 2015年（平成27年） - スポーツトレーナー科、スポーツインストラクター科が職業実践専門課程として文部科学大臣の認定を受ける
- 2016年（平成28年） - こども保育スポーツ科が職業実践専門課程として文部科学大臣の認定を受ける
- 2018年（平成30年） - 産官学連携の実践的カリキュラム「JIKEI SPORTS ACADEMY」を開設
- 2019年（平成31年） - アスレティックトレーナー養成科昼間部、アスレティックトレーナー養成科昼間部土日部が職業実践専門課程として文部科学大臣の認定を受ける

## 課程・学科
- スポーツトレーナー科
- アスレティックトレーナー養成科 昼間部
- アスレティックトレーナー養成科 土日部
- コーチ・スポーツインストラクター科
- スポーツビジネス科
- こども保育スポーツ科

## 著名な出身者
- 大関れいか - YouTuber、女優 ※中退
- 新田涼 - サッカー指導者
- HANAKO（廣瀬花子） - フリーダイビング選手、水中モデル